# Thế vận hội Mùa hè 2032
Thế vận hội Mùa hè 2032, chính thức được gọi là Thế vận hội Mùa hè lần thứ XXXV và còn được gọi là Brisbane 2032, là một sự kiện thể thao đa môn quốc tế dự kiến được tổ chức từ ngày 6 tháng 2 đến ngày 22 tháng 2 năm 2032, tại Brisbane, Queensland, Úc.
Đây sẽ là Thế vận hội Mùa hè thứ ba được tổ chức tại Úc sau Thế vận hội Mùa hè 1956 ở Melbourne, Victoria và Thế vận hội Mùa hè 2000 ở Sydney, New South Wales. Đây cũng sẽ là Thế vận hội Mùa hè thứ hai được tổ chức vào mùa đông ở Nam bán cầu sau Thế vận hội Mùa hè 2016 tại Rio de Janeiro, Brasil.
Brisbane đã được Ủy ban Olympic Quốc tế lựa chọn và công bố là thành phố chủ nhà vào ngày 21 tháng 7 năm 2021, hai ngày trước Thế vận hội Mùa hè 2020, do những thay đổi về quy tắc đấu thầu. Brisbane được công bố là thành phố ưu tiên vào ngày 24 tháng 2 năm 2021 và nhận được sự chấp thuận chính thức của Ban điều hành IOC vào ngày 10 tháng 6 năm 2021. Brisbane trở thành thành phố đăng cai đầu tiên vô địch Thế vận hội thông qua các thủ tục đấu thầu mới.

## Quá trình đấu thầu
Vì không có thành phố nào khác ứng cử, Brisbane đã được xác nhận là chủ nhà của Thế vận hội Mùa hè 2032 tại Kỳ họp IOC lần thứ 138 vào ngày 21 tháng 7 năm 2021 ở Tokyo, Nhật Bản. Theo thể thức mới để chọn các thành phố đăng cai Thế vận hội Olympic trong tương lai từ Chương trình nghị sự 2020 của IOC, cuộc bỏ phiếu được thực hiện dưới hình thức trưng cầu dân ý đối với 80 đại biểu IOC. Theo Tập đoàn Truyền thông Úc, 72 trong số các đại biểu đã bỏ phiếu Tán thành, 5 bỏ phiếu Không tán thành và 3 cử tri khác bỏ phiếu trắng.
| Bầu cử thành phố đăng cai Thế vận hội Mùa hè 2032 | Bầu cử thành phố đăng cai Thế vận hội Mùa hè 2032 | Bầu cử thành phố đăng cai Thế vận hội Mùa hè 2032 | Bầu cử thành phố đăng cai Thế vận hội Mùa hè 2032 | Bầu cử thành phố đăng cai Thế vận hội Mùa hè 2032 |
| Thành phố                                         | Tên NOC                                           | Tán thành                                         | Không tán thành                                   | Phiếu trắng                                       |
| ------------------------------------------------- | ------------------------------------------------- | ------------------------------------------------- | ------------------------------------------------- | ------------------------------------------------- |
| Brisbane                                          | Úc                                                | 72                                                | 5                                                 | 3                                                 |

## Địa điểm thi đấu
Các địa điểm sẽ được đặt tại ba khu vực: Brisbane, Gold Coast và Sunshine Coast. Ngoài ra còn có các địa điểm trong khu vực và các thành phố khác của Úc như Cairns, Toowoomba, Townsville, Sydney và Melbourne.

## Bản quyền phát sóng
- Albania - RTSH
- Úc - Nine Network
- Áo - ORF
- Brazil – Grupo Globo[10]
- Bulgaria - BNT
- Canada - CBC/Radio-Canada, TSN, RDS
- Trung Quốc - CMG
- Croatia - HRT
- Cộng hoà Séc - ČT
- Đan Mạch - DR, TV 2
- Châu Âu - EBU, Warner Bros. Discovery
- Estonia - ERR
- Phần Lan - Yle
- Pháp - France Télévision
- Đức - ARD, ZDF
- Hy Lạp - ERT
- Hungary - MTVA
- Iceland - RÚV
- Ireland - RTÉ
- Israel - Sports Channel
- Ý - RAI
- Nhật Bản – Japan Consortium[11]
- Latvia - LTV
- Lithuania - LRT
- Montenegro - RTCG
- Hà Lan - NOS
- Bắc Triều Tiên – JTBC[12]
- Na Uy - NRK
- Ba Lan - TVP
- Slovakia - RTVS
- Slovenia - RTV
- Hàn Quốc – JTBC[12]
- Tây Ban Nha - RTVE
- Thuỵ Điển - SVT
- Thuỵ Sỹ - SRG SSR
- Ukraine - Suspiline
- Anh Quốc - BBC
- Hoa Kỳ – NBCUniversal[13]